# Hatlon
Hatlon este una dintre cele patru provincii (viloiati) care împart Tadjikistanul. Se află în sud-vestul țării.